# Asma Al Thani
Asma Al Thani (tiếng Ả Rập: أسماء آل ثاني, đã Latinh hoá: ʾAsmāʾ al-Thānī) là một nhà leo núi người Qatar, cô là người phụ nữ Qatar đầu tiên lên đỉnh núi Manaslu cao thứ 8 trên thế giới và là người đầu tiên leo lên Ama Dablam. Cô cũng là người Qatar đầu tiên trượt tuyết đến Bắc Cực. Khi leo lên ngọn núi Manaslu, Asma Al Thani trở thành người Ả Rập đầu tiên lên đỉnh núi cao 8000 mét mà không cần bình dưỡng khí. Cô là Giám đốc Tiếp thị và Truyền thông của Ủy ban Olympic Qatar. Cô cũng là một thành viên của gia đình cầm quyền Qatar.

## Leo núi
Năm 2013, Al Thani tìm thấy một danh sách mà cô đã viết vài năm trước, trong đó bao gồm cả giải pháp leo núi. Cô bắt đầu được đào tạo ngay sau đó, năm 2014 cô là thành viên của nhóm leo núi, những người phụ nữ Qatar đầu tiên lên đỉnh núi Kilimanjaro. Năm 2018, cô trở thành người Qatar đầu tiên trượt tuyết đến Bắc Cực và giương cao lá cờ của đất nước vào ngày 21 tháng 4. Cô là thành viên của chuyến thám hiểm Địa cực EuroArabian toàn nữ, được dẫn đầu bởi Felicity Aston, người phụ nữ đầu tiên đi xuyên lục địa Nam Cực mà không cần sự trợ giúp. Kết quả là cô đã được tạp chí Grazia xuất bản ở Qatar công nhận là "Người phụ nữ của năm". Năm 2019, Al Thani trở thành người phụ nữ Qatar đầu tiên leo lên đỉnh Aconcagua.
Ngày 8 tháng 11 năm 2021, cô trở thành người phụ nữ đầu tiên ở Qatar chinh phục đến đỉnh Ama Dablam. Đầu năm nay, cô cũng đã leo các ngọn núi Elbrus ở Nga, Dhaulagiri và ngọn núi cao thứ 8, Manaslu ở Nepal. Kết quả của việc leo lên ngọn núi Manaslu, giúp cô trở thành người Ả Rập đầu tiên lên đến đỉnh của một trong những ngọn núi cao nhất mà không cần sử dụng oxy. Cô cũng là người phụ nữ Qatar đầu tiên lên đỉnh Ama Dablam ở Nepal.

## Sự nghiệp
Al Thani là Giám đốc Tiếp thị và Truyền thông của Ủy ban Olympic Qatar (QOC).